# 日本車輌洗滌機
日本車輌洗滌機株式会社（にほんしゃりょうせんじょうき）は、東京都江戸川区中央1丁目29番4号に本社を置く車両洗浄機メーカーである。

## 沿革
1947年（昭和22年）、日本国内では最初に設立された車両洗浄機メーカー。鉄道・自動車・大型バス・大型トラック・特殊車両などの車両洗浄装置・洗車機を製造している。
1970年代 - 1980年代までは、ガソリンスタンドでも同社製の機材が見られた。近年2020年代では後発のタケウチビユーテー、日伸精機、ダイフク、エムケー精工等の4社などと競争しながら、現在でも洗車機メーカーとして存在している。
- 1962年（昭和37年）
  - 日本初の乗用車洗浄装置（洗車機）を開発。全国自動車工具展へ出品。
  - 日本放送協会（NHK）へ日本で初めて乗用車洗浄装置（洗車機）を納入。
- 1963年（昭和38年）- エジプト鉄道へ日本で初めて洗浄装置を輸出。
- 1964年（昭和39年）
  - 日本国有鉄道品川機関区へ日本で初めて新幹線洗浄装置を納入。
  - 東京モノレールへ日本で初めてモノレール洗浄装置を納入。
- 1969年（昭和44年）- 日産自動車へ日本で初めて空砥ぎ装置を納入。
- 1970年（昭和45年）- 日本万国博覧会へモノレール用洗浄装置を納入。
- 1972年（昭和47年）- 北海道支店・仙台営業所・四国営業所を開設。
- 1979年（昭和54年）- インドネシア共和国へ日本で初めてバス用洗浄機を輸出。
- 1981年（昭和56年）
  - 東京都荒川区へ、日本初の2階建てバス洗車機を納入。
  - 新潟営業所・大阪営業所・福岡営業所・鹿児島営業所を開設。
- 1983年（昭和58年）- 世界初のノンブラシ洗車機を開発・発売。
- 1986年（昭和61年）- 共和町馬鈴薯防疫組合へ日本初となるシスト線虫飛散防止洗浄装置を納入。
- 1989年（平成元年）- 北海道帯広市運送会社へ日本で初めて外気温-30度で稼働する洗浄装置を納入。
- 1990年（平成2年）- 北海道札幌市ビール園へ日本国内最大の洗浄能力を持つ焼き肉用鉄板洗浄装置を納入。
- 1992年（平成4年）- 京成電鉄へ日本で初めて流線型車両用前面洗浄装置を納入。
- 1994年（平成6年）- 東武鉄道へ日本で初めて200M移動式全周洗浄装置を納入。
- 2003年（平成15年）- 西日本旅客鉄道へアジア最大規模の洗浄設備を納入。
- 2009年（平成21年）- 大阪高速鉄道へ80M移動式全周洗浄装置を納入。
- 2010年（平成22年）
  - 東京地下鉄へ世界最大の洗浄処理能力を持つ軸受洗浄装置を納入。
  - 世界ラリー選手権（WRC）でアジア初の競技車両洗浄サプライヤーに認定。
- 2013年（平成25年） - 台湾高速鉄道（THSR）へ洗浄装置を納入。
- 2014年（平成26年）
  - 東京地下鉄へ世界初の洗浄システムを搭載した台車洗浄装置を納入。
  - 北海道札幌市ビール園へ日本国内最大の洗浄能力を持つ焼き肉用鉄板洗浄装置を納入。
- 2015年（平成27年）- 北海道新幹線函館総合車両基地へ新幹線用洗浄システムを納入。
- 2017年（平成29年）- マレーシアへ、同国初となるバス用洗車機を国営バス会社に2台納入。
- 2018年（平成30年）
  - インドネシア・ジャカルタ都市高速鉄道に鉄道用洗浄装置を納入。
  - カンボジア王国に同国初となるバス用洗車機を国営バス会社に2台納入。
  - インドネシアに同国初となる部品洗浄機を国営鉄道に2台納入。
  - インド・ニューデリーに事業所を開設。
- 2019年（平成31年/令和元年）
  - ベトナム社会主義共和国に同国初となるバス用洗車機を国営バス会社に納入。
  - インドネシア・ジャカルタに事業所を開設。
- 2020年（令和2年）
  - 世界初の除菌ブース「ウオッシュミスト」を発売。
  - 東京オリンピックにて使用されるバス用洗浄設備の全数を納品

## 主な納入先
- JRグループ各社
- 札幌市交通局
- 弘南鉄道
- 十和田観光電鉄
- 福島交通
- 秋田内陸縦貫鉄道
- 秋北バス
- 由利高原鉄道
- 山形鉄道
- 岩手県交通
- 阿武隈急行
- 新潟交通
- 北越急行
- 越後交通
- 上信電鉄
- わたらせ渓谷鐵道
- 真岡鐵道
- 秩父鉄道
- 東武鉄道
- 関東自動車
- 京成電鉄
- 新京成電鉄
- 東京メトロ
- 東京都交通局
- 国際興業
- 京浜急行電鉄
- 東京臨海高速鉄道
- 東葉高速鉄道
- 銚子電気鉄道
- 埼玉高速鉄道
- 東京急行電鉄
- 川崎市交通局
- 横浜市交通局
- 相模鉄道
- 神奈川中央交通
- 伊豆急行
- 伊豆箱根鉄道
- 静岡鉄道
- 大井川鐵道
- 名古屋鉄道
- 近畿日本鉄道
- 近江鉄道
- 京阪電気鉄道
- 阪急電鉄
- 京都市交通局
- 大阪市交通局
- 神戸市交通局
- 川崎重工業
- 神戸電鉄
- 山陽電気鉄道
- 広島電鉄
- 土佐電気鉄道
- 伊予鉄道
- 高松琴平電気鉄道
- 福岡市交通局
- 西日本鉄道
- 肥薩おれんじ鉄道
- 中華人民共和国鉄道部
- 香港鉄路（旧九広鉄路を含む）
- シンガポール・マス・ラピッド・トランジット
- マレー鉄道
- タイ国鉄
- エジプト鉄道
- イラク国鉄
- ウクライナ鉄道
- ロシア国鉄